# Государственная информационная политика
Государственная информационная политика — комплекс политических, правовых, экономических, социально-культурных и организационных мероприятий государства, направленный на обеспечение конституционного права граждан на доступ к информации. Государственная информационная политика — это «особая сфера жизнедеятельности людей, связанная с воспроизводством и распространением информации, удовлетворяющей интересы государства и гражданского общества, и направленная на обеспечение творческого, конструктивного диалога между ними и их представителями».
Различают два аспекта государственной информационной политики: технологический (регулирование процесса развития компонентов информационной среды) и содержательный (приоритеты коммуникационной деятельности участников общественно-политического процесса).
Объектами государственной информационной политики являются печатные средства массовой информации (газеты, журналы, книгоиздание); электронные средства массовой информации (телевидение, радио, Интернет); средства связи; информационное право; информационная безопасность.
Информационную политику можно рассматривать как инструмент политического воздействия и средство достижения политических целей: субъекты информационной политики способны с помощью информации оказывать воздействие на сознание, психику людей, их поведение и деятельность как в интересах государства и гражданского общества, так и в собственных интересах.
Согласно Концепции государственной информационной политики России, её долгосрочной стратегической целью является обеспечение перехода к новому этапу развития государства — построению демократического информационного общества и вхождению России в мировое информационное сообщество.